# Томас (округ, Канзас)
То́мас (англ. Thomas County) — округ в штате Канзас, США. Официально образован 8 октября 1885 года. По состоянию на 2010 год, численность населения составляла 7 900 человек.

## География
По данным Бюро переписи США, общая площадь округа равняется 2 783,994 км2, из которых 2 783,683 км2 суша и 0,285 км2 или 0,010 % это водоёмы.

## Население
По данным переписи населения 2000 года в округе проживает 8 180 жителей в составе 3 226 домашних хозяйств и 2 125 семей. Плотность населения составляет 3,00 человека на км2. На территории округа насчитывается 3 562 жилых строений, при плотности застройки около 1,00-го строения на км2. Расовый состав населения: белые — 97,14 %, афроамериканцы — 0,43 %, коренные американцы (индейцы) — 0,33 %, азиаты — 0,27 %, гавайцы — 0,02 %, представители других рас — 0,95 %, представители двух или более рас — 0,86 %. Испаноязычные составляли 1,85 % населения независимо от расы.
В составе 32,90 % из общего числа домашних хозяйств проживают дети в возрасте до 18 лет, 56,10 % домашних хозяйств представляют собой супружеские пары проживающие вместе, 6,90 % домашних хозяйств представляют собой одиноких женщин без супруга, 34,10 % домашних хозяйств не имеют отношения к семьям, 28,40 % домашних хозяйств состоят из одного человека, 11,70 % домашних хозяйств состоят из престарелых (65 лет и старше), проживающих в одиночестве. Средний размер домашнего хозяйства составляет 2,45 человека, и средний размер семьи 3,04 человека.
Возрастной состав округа: 26,30 % моложе 18 лет, 13,50 % от 18 до 24, 24,40 % от 25 до 44, 21,20 % от 45 до 64 и 21,20 % от 65 и старше. Средний возраст жителя округа 35 лет. На каждые 100 женщин приходится 94,60 мужчин. На каждые 100 женщин старше 18 лет приходится 91,50 мужчин.
Средний доход на домохозяйство в округе составлял 37 034 USD, на семью — 45 931 USD. Среднестатистический заработок мужчины был 33 833 USD против 21 310 USD для женщины. Доход на душу населения составлял 19 028 USD. Около 6,60 % семей и 9,70 % общего населения находились ниже черты бедности, в том числе — 5,90 % молодёжи (тех, кому ещё не исполнилось 18 лет) и 7,50 % тех, кому было уже больше 65 лет.